# Odense Marcipan
Odense Marcipan A/S ist einer der weltgrößten Hersteller von Marzipan.

## Geschichte
Das Unternehmen wurde 1909 von Lauritz Thobo-Carlsen im dänischen Odense gegründet. Seit 1961 ist Odense Marcipan offizieller Lieferant des Königlich Dänischen Hofes. Seit 1991 ist der norwegische Lebensmittelkonzern Orkla im Besitz von Odense Marcipan.

## Kennzahlen
Das Unternehmen beschäftigt ca. 200 Mitarbeiter, der Jahresumsatz betrug im Jahr 2015 rund 62 Millionen US-Dollar.

## Belege
1. ↑  GLOBAL AND CHINA MARZIPAN SALES MARKET REPORT TO 2020
2. ↑  Companybook